# Hatoun al-Fassi
Hatoun Ajwad al-Fassi (Arabisch: هتون أجواد الفاسي) (Jeddah, 1964) is een vrouwenrechtenactiviste en universitair hoofddocent in de vrouwengeschiedenis aan de Koning Saoed-Universiteit in Saoedi-Arabië, waar zij werkzaam is sinds 1989, en op de afdeling Internationale Zaken van Qatar University. Op de universiteit verricht al-Fassi historisch onderzoek. Uit haar onderzoek naar het pre-islamitische Arabische koninkrijk van Nabatea blijkt dat vrouwen in dit historische koninkrijk meer onafhankelijkheid hadden dan vrouwen in het moderne Saoedi-Arabië. Al-Fassi was actief in campagnes voor het vrouwenstemrecht voor de gemeentelijke verkiezingen van 2005, 2011 en 2015 .

## Afkomst
Hatoun al-Fassi is lid van de traditionele Soefi - Al-Fassi familie uit Mekka, die afstamt uit het Sharifi-huis van Mohammed, dat behoort tot de Hassani Idrissi tak van deze familielijn. Via haar vader Sheikh Ajwad al-Fassi en zijn vader, Sheikh Abdullah al-Fassi, is ze een achter-achter-kleindochter van Qutbul Ujood Hazrat Mohammed al-Fassi (Imam Fassi), de oprichter en het spiritueel hoofd van de Fassiyah tak van de Shadhiliyya Soefi-orde, de eenentwintigste Khalifa (vertegenwoordiger) van Imam Shadhili. Ze is dus een directe afstammeling van de islamitische profeet Mohammed. Haar moeder is Sheikha Samira Hamed Dakheel, die behoort tot de tak van de Hijazi stam van Harb, die woonde in Jeddah. Ze heeft een broer, Sheikh Mohammed Ajwad al-Fassi, een advocaat, en een zus, Hawazan Ajwad al-Fassi, een dichter.

## Onderwijs en academische carrière
Al-Fassi is opgegroeid in een familie die haar aanmoedigde om, onafhankelijk van school en media, na te denken over vrouwenrechten. Ze behaalde bachelordiploma's in geschiedenis in 1986 en 1992 aan de King Saud University (KSU) en een PhD in klassieke vrouwengeschiedenis aan de Universiteit van Manchester in 2000.
Al-Fassi is werkzaam aan de KSU sinds 1989, met docentenstatus als een KSU faculteitslid sinds 1992, waar zij historisch onderzoek doet naar vrouwengeschiedenis. Sinds 2001 is het haar niet toegestaan om les te geven aan de KSU. In 2008 werd zij assistent-professor in vrouwengeschiedenis aan de KSU en in 2013 werd zij bevorderd tot universitair hoofddocent.

### Vrouwen in Pre-Islamitisch Arabië: Nabatea
In 2007, al-Fassi publiceerde haar onderzoek naar de status van vrouwen in het pre-islamitische Arabische koninkrijk van Nabatea als het boek Women in Pre-Islamic Arabia: Nabataea. Een deel van het materiaal dat zij gebruikte voor dit onderzoek bestond uit munten en inscripties op graven en monumenten geschreven in het Oudgrieks en Joods. Ze ontdekte dat vrouwen onafhankelijke rechtspersonen waren en in staat waren om contracten te tekenen in hun eigen naam. Dit in tegenstelling tot vrouwen in het moderne Saoedi-Arabië, die mannelijke voogden nodig hebben om contracten te tekenen. Al-Fassi zegt dat het Oud-Griekse en Romeinse recht minder rechten aan vrouwen gaf dan dat zij in Nabatea hadden.
Al-Fassi stelt ook dat Nabatea "het idee heeft verzwakt dat Arabieren alleen of voornamelijk nomaden waren, doordat zij een Arabische verstedelijkte staat hadden".

## Activiteiten in vrouwenrechten

### Gemeentelijke verkiezingen van 2005
Al-Fassi was actief in het regelen van potentiële vrouwelijke kandidaten voor de gemeenteraadsverkiezingen van 2005. De organisatoren van de verkiezingen stonden vrouwen niet toe om deel te nemen, onder vermelding van praktische redenen. Al-Fassi voelde dat het feit dat de autoriteiten een praktische reden gaven als argument tegen de deelname van vrouwen in plaats van een religieuze reden een succes was voor de campagnes van vrouwen, omdat betogen tegen praktische bezwaren makkelijker is dan tegen religieuze bezwaren.

### Vrouwenrechten in de moskee
In 2006 maakte Al-Fassi bezwaar tegen een voorstel tot de wijziging van toegangsregels voor vrouwen in de al-Masjid al-Haram moskee in Mekka, dat was gemaakt zonder de participatie van vrouwen.

### Gemeentelijke verkiezingen van 2011
Sinds het begin van 2011 heeft al-Fassi deelgenomen aan de "Baladi" vrouwenrechtencampagne, die opriep tot het toelaten van vrouwelijke deelnemers in de gemeentelijke verkiezingen van september 2011. Ze stelde dat de participatie van vrouwen in deze verkiezing "zou laten zien dat Saoedi-Arabië serieus is over zijn claims van hervorming". Ze beschreef het besluit van de overheid om de deelname van vrouwen aan de verkiezingen niet te accepteren als "een schandalige vergissing gepleegd door het koninkrijk".
Al-Fassi stelde dat vrouwen hadden besloten om hun eigen gemeenteraden te creëren parallel aan de verkiezingen voor mannen, en dat zowel vrouwen die hun eigen gemeenteraden creëren als deelnemen aan een "echte verkiezingen" legaal zijn onder Saoedische wetgeving. Het hoofd van de kiescommissie al-Dahmash was het hiermee eens.
In April zei al-Fassi dat er nog tijd was voor de verkiezingen van september om vrouwen te laten deelnemen. Zij verklaarde, "Alle druk die in onze macht is leggen we op, rekening houdend met het feit dat dit niet gemakkelijk is in een land als Saoedi-Arabië, waar geen vrijheid van vergadering bestaat en het maatschappelijk middenveld nog niet volledig is uitgewerkt."

### Gemeentelijke verkiezingen van 2015
Al-Fassi stelde dat het de bedoeling van Baladi was om trainingen te organiseren om de kiezer te onderwijzen voor de gemeentelijke verkiezingen van 2015, maar dit werd geblokkeerd door het Ministerie van Gemeentelijke en Landelijke Aangelegenheden.

## Media
Al-Fassi is een columnist voor de Arabische krant al-Riyadh.
Ze is verschenen en geïnterviewd in verscheidene documentaires in belangrijke nationale, regionale en internationale media over kwesties zoals Saoedi-vrouwen, geschiedenis, archeologie en de gemeentelijke verkiezingen. Ze is geïnterviewd door de lokale, Arabische en internationale media, tv, kranten, persbureaus, radio en documentaires.